# Paula Camús Amorós
Paula Camús Amorós (Madrid, 12 de febrero de 2002) es una un waterpolista española que juega para el Club Natació Terrasa. Además es internacional con la selección femenina de waterpolo de España.

## Selección nacional
Es jugadora de la selección femenina de waterpolo de España desde su debut en competiciones internacionales. Ha llegado a disputar el Campeonato Europeo de Waterpolo Femenino de 2022 y el de 2024 así como el Campeonato Mundial de Waterpolo Femenino de 2023 y el de 2024. Uno de los mayores logros de su carrera llegó en los Juegos Olímpicos de París 2024, donde el equipo español consiguió la medalla de oro tras ganar en la final a Australia por 11-9.

## Palmarés internacional
| \| Juegos Olímpicos \| Juegos Olímpicos \| Juegos Olímpicos \| Juegos Olímpicos \| \| Año \| Lugar \| Medalla \| \| \| ------------------ \| ------------------------- \| ---------------- \| ---------------- \| \| 2024 \| París ( Francia) \| \| \| \| Campeonato Mundial \| \| \| \| \| Año \| Lugar \| Medalla \| \| \| 2023 \| Fukuoka ( Japón) \| \| \| \| 2024 \| Doha ( Catar) \| \| \| \| 2025 \| Singapur ( Singapur) \| \| \| \| Campeonato Europeo \| \| \| \| \| Año \| Lugar \| Medalla \| \| \| 2022 \| Split ( Croacia) \| \| \| \| 2024 \| Eindhoven ( Países Bajos) \| \| \| |                           |         |
| Juegos Olímpicos |                           |         |
| Año | Lugar                     | Medalla |
| 2024 | París ( Francia)          |         |
| Campeonato Mundial |                           |         |
| Año | Lugar                     | Medalla |
| 2023 | Fukuoka ( Japón)          |         |
| 2024 | Doha ( Catar)             |         |
| 2025 | Singapur ( Singapur)      |         |
| Campeonato Europeo |                           |         |
| Año | Lugar                     | Medalla |
| 2022 | Split ( Croacia)          |         |
| 2024 | Eindhoven ( Países Bajos) |         |